# Rajita
La rajita és un mineral de la classe dels òxids. Rep el seu nom del mineralogista nord-americà Robert Allen Jenkins (R.A.J.), qui va trobar les primeres mostres.

## Característiques
La rajita és un òxid de fórmula química Cu(Te₂4+O₅). Va ser aprovada com a espècie vàlida per l'Associació Mineralògica Internacional l'any 1978. Cristal·litza en el sistema monoclínic. La seva duresa a l'escala de Mohs és 4.
Segons la classificació de Nickel-Strunz, la rajita pertany a «04.JK - Tel·lurits sense anions addicionals, sense H₂O» juntament amb els següents minerals: winstanleyita, walfordita, spiroffita, zincospiroffita, balyakinita, carlfriesita, denningita, chekhovichita, smirnita, choloalita, fairbankita, plumbotel·lurita, magnolita, moctezumita, schmitterita i cliffordita.

## Formació i jaciments
Va ser descoberta l'any 1978 a la mMina Lone Pine, al districte de Wilcox del comtat de Catron, a Nou Mèxic (Estats Units). També ha estat descrita a la mina Kawazu, a la ciutat japonesa de Shimoda, a la prefectura de Shizuoka. Es tracta dels dos únics indrets del món on ha estat trobada aquesta espècie mineral.